# Arabski polotok
Arabski polotok (arabsko شِبْهُ الْجَزِيرَةِ الْعَرَبِيَّة, šibhu l-džazīrati l-ʿarabija, ali جَزِيرَةُ الْعَرَب, džazīratu l-ʿarab) ali Arabija, je polotok v zahodni Aziji, ki leži severovzhodno od Afrike na Arabski plošči. S 3.237.500 km² je Arabski polotok največji polotok na svetu.
Geografsko gledano Arabski polotok vključuje Bahrajn, Kuvajt, Oman, Katar, Saudovo Arabijo, Združene arabske emirate (ZAE) in Jemen (brez Sokotre) ter južne dele Iraka in Jordanije. Največja med njimi je Saodova Arabija. V klasični dobi so južni deli današnje Sirije, Jordanije in Sinajskega polotoka prav tako veljali za dele Arabije (glej Arabia Petraea).
Arabski polotok je nastal kot posledica preloma Rdečega morja pred 56 do 23 milijoni let in meji na Rdeče morje na zahodu in jugozahodu, Perzijski in Omanski zaliv na severovzhodu, Levant in Mezopotamijo na severu ter Arabsko morje in Indijski ocean na jugovzhodu. Polotok ima ključno geopolitično vlogo v arabskem svetu in po svetu zaradi velikih zalog nafte in zemeljskega plina.
Pred moderno dobo je bila regija razdeljena predvsem na štiri različne regije: osrednjo planoto (Nadžd in Al-Jamama), južno Arabijo (Jemen, Hadramaut in Oman), Al-Bahrain (Vzhodna Arabija ali Al-Hasa) in Hedžas (Tihama za zahodno obalo), kot ga je opisal Ibn al-Faqih.

## Geografija
Arabski polotok leži na azijski celini in ga omejujejo (v smeri urinega kazalca) Perzijski zaliv na severovzhodu, Hormuška ožina in Omanski zaliv na vzhodu, Arabsko morje na jugovzhodu, Adenski zaliv, preliv Guardafui in Somalijsko morje na jugu, ožina Bab-el-Mandeb na jugozahodu in Rdeče morje, ki je na jugozahodu in zahodu. Severni del polotoka se združi s Sirsko puščavo brez jasne meje, čeprav se severna meja polotoka na splošno šteje za severni meji Saudove Arabije in Kuvajta.
Najpomembnejša značilnost polotoka je puščava, a na jugozahodu so gorovja, ki prejmejo več padavin kot preostali del polotoka. Harat aš Šam ali Črna puščava je veliko vulkansko polje, ki se razteza od severozahodne Arabije do Jordanije in južne Sirije.

### Politične meje
Polotok sestavljajo države (v smeri urinega kazalca od severa proti jugu) Kuvajt, Katar in Združeni arabski emirati (ZAE) na vzhodu, Oman na jugovzhodu, Jemen na jugu in Saudova Arabija v sredini. Otoška država Bahrajn leži tik ob vzhodni obali polotoka. Zaradi jurisdikcije Jemna nad arhipelagom Sokotra je geopolitični oris polotoka obrnjen proti kanalu Guardafui in Somalskemu morju na jugu.
Šest držav Bahrajn, Kuvajt, Oman, Katar, Saudova Arabija in ZAE tvori Svet za sodelovanje v Zalivu (GCC).
Kraljevina Saudova Arabija pokriva večji del polotoka. Večina prebivalcev polotoka živi v njej in v Jemnu. Polotok vsebuje največje svetovne zaloge nafte. Saudova Arabija in ZAE sta gospodarsko najbogatejši v regiji. Katar, edina polotoška država v Perzijskem zalivu na večjem polotoku, je dom televizijske postaje v arabskem jeziku Al Jazeera in njene podružnice v angleškem jeziku Al Jazeera English. Kuvajt, ki meji z Irakom, je strateško pomembna država, ki tvori eno glavnih prizorišč za koalicijske sile, ki leta 2003 izvajajo invazijo na Irak pod vodstvom Združenih držav.

### Prebivalstvo
Čeprav je bila zgodovinsko malo poseljena, je politična Arabija znana po visoki stopnji rasti prebivalstva – kar je posledica tako zelo močnega priliva migrantske delovne sile kot tudi trajne visoke stopnje rodnosti. Prebivalstvo je razmeroma mlado in ima močno izkrivljeno razmerje med spoloma, kjer prevladujejo moški. V mnogih državah število južnoazijcev presega število lokalnega prebivalstva. Štiri najmanjše države (po površini), ki imajo svojo celotno obalo ob Perzijskem zalivu, izkazujejo najbolj ekstremno rast prebivalstva na svetu, približno potrojijo se vsakih 20 let. Leta 2014 je bilo ocenjeno število prebivalcev Arabskega polotoka 77.983.936 (vključno z izseljenci).  Arabski polotok je znan po tem, da ima eno najbolj neenakomernih razmerij med spoloma med odraslimi na svetu, pri čemer ženske v nekaterih regijah (zlasti na vzhodu) predstavljajo le četrtino starajočih.

### Mesta
Deset najbolj naseljenih mest na Arabskem polotoku je:

### Pokrajina
Geološko je to regijo morda bolj primerno imenovati Arabska podcelina, ker leži na lastni tektonski plošči, Arabski plošči, ki se postopoma odmika od preostale Afrike (tvori Rdeče morje) in se premika proti severu, proti Aziji, v Evrazijsko ploščo (tvori gorovje Zagros). Razkrite kamnine se sistematično razlikujejo po Arabiji, pri čemer so najstarejše kamnine izpostavljene v arabsko-nubijskem ščitu blizu Rdečega morja, prekritega s prejšnjimi sedimenti, ki postajajo mlajši proti Perzijskemu zalivu. Morda najbolje ohranjeni ofiolit na Zemlji, Semail  ofiolit, leži izpostavljen v gorah ZAE in severnega Omana.
Polotok sestavljajo:
1. Osrednja planota, Nadžd, z rodovitnimi dolinami in pašniki, ki se uporabljajo za pašo ovac in druge živine
2. Razpon puščav: Puščava Nafud na severu[13], ki je kamnita; Rub al-Hali ali Velika arabska puščava na jugu, s peskom, ocenjenim na 180 m pod površjem; med njima gorovje Dahna.[14]
3. Odseki suhe ali močvirnate obale s koralnimi grebeni na strani Rdečega morja (Tihamah)
4. Oaze in močvirna obalna območja v vzhodni Arabiji, med katerimi sta najpomembnejši Al Ain (Tavam v Združenih arabskih emiratih in Omanu) in Al-Hasa (v Saudovi Arabiji), po mnenju enega avtorja [24]
5. Tropska monsunska obala v Dofarju in Al-Mahri (znana kot Haref na Arabskem polotoku).

Arabija ima malo jezer ali stalnih rek. Večino območij odvajajo kratkotrajni vodotoki, imenovani vadi, ki so suhi, razen v deževnem obdobju. Vendar pa pod večjim delom polotoka obstajajo številni starodavni vodonosniki in tam, kjer ta voda privre na površje, nastanejo oaze (npr. Al-Hasa in Katif, dve največji oazi na svetu) in omogočajo kmetijstvo, zlasti palme, kar je polotoku omogočilo pridelavo več datljev kot katera koli druga regija na svetu. Na splošno je podnebje izjemno vroče in sušno, čeprav obstajajo izjeme. Višje lege so zmerne zaradi svoje nadmorske višine, obala Arabskega morja pa lahko poleti prejme presenetljivo hladen in vlažen veter zaradi hladnega vzpenjajočega se vetra na morju. Polotok nima gostih gozdov. Divje živali, prilagojene puščavi, so prisotne po vsej regiji.
Po satelitskih podatkih Nasinega Gravity Recovery and Climate Experiment (GRACE) (2003–2013), analiziranih v študiji pod vodstvom Univerze v Kaliforniji, Irvine (UCI), objavljeni v Water Resources Research 16. junija 2015, je najbolj obremenjen sistem vodonosnikov na svetu Arabski vodonosni sistem, od katerega je več kot 60 milijonov ljudi odvisnih od te vode. Enaindvajset od sedemintridesetih največjih vodonosnikov je »preseglo prelomne točke trajnosti in se izčrpava«, trinajst med njimi pa »se šteje za zelo prizadete«.
Več kot 760 m visoka planota se razprostira čez večji del Arabskega polotoka. Planota se spušča proti vzhodu od masivne, razpokane strmine ob obali Rdečega morja do plitvih voda Perzijskega zaliva. Notranjost zaznamujejo cuestas in doline, ki jih odvodnjava sistem vadijev. Na vzhodu leži polmesec peščenih in prodnatih puščav.

#### Gore
Na vzhodni, južni in severozahodni meji polotoka so gore. Na splošno lahko gorovja združimo v naslednje skupine:
- Severovzhod: gorovje Hadžar, ki si ga delita ZAE in severni Oman
- Jugovzhodno: gorovje Dofar v južnem Omanu, ki meji na vzhodni jemenski Hadramaut.[16]
- Zahod: na vzhodno obalo Rdečega morja meji Saravat, ki vključuje gorovje Haraz v vzhodnem Jemnu, ter gorovje Asir [17] in gorovje Hidžas v zahodni Saudovi Arabiji,[18] slednje vključno z Midianom v severozahodni Saudovi Arabiji.
- Severozahod: poleg Saravata se severni del Saudove Arabije razprostira na gorovju Šamar, ki vključuje podpodročji Adža in Salma.
- Center: Nadžd gosti pobočje Tuvaik ali pogorje Tuvair.

Od Hedžasa proti jugu gore kažejo enakomerno naraščanje nadmorske višine proti zahodu, ko se približujejo Jemnu in vsi najvišji vrhovi in verige so v Jemnu. Najvišji, Džabal An-Nabi Šu'ajb ali Džabal Hadhur v podobmočju Haraz v pogorju Saravat, je visok 3666 metrov. Za primerjavo, Tuvajr, Šamar in Dofar na splošno ne presegajo 1000 m višine.
- Džebel Hafet na meji Omana in ZAE, blizu mesta Al Ain. Lahko se šteje za izstop iz gorovja Al Hadžar.
- Severovzhodno gorovje Hadžar, ki si ga delita Oman in ZAE, videno iz puščave Šardža
- Gorsko območje Dofar v jugovzhodnem Omanu, kjer je mesto Salala, je turistična destinacija, znana po letni sezoni haref.
- Gorovje Hadhramaut v vzhodnem Jemnu, ki meji na omansko pogorje Dofar, kot je videti iz mesta Mukala
- Terasasta polja v območju Haraz v gorovju Saravat v zahodnem Jemnu
- Džabal Savda iz pogorja Asir v jugozahodni Saudovi Arabiji, v regiji Asir blizu meje z Jemnom
- Gorovje Faifa v regiji Džazan, jugozahodna Saudova Arabija.
- Midijsko gorovje province Tabuk v severozahodni Saudovi Arabiji blizu meje z Jordanijo
- Pogorje Adža v gorovju Šamar v regiji Ha'il, severna Saudova Arabija
- Pobočje Tuvaik ali gorsko območje Tuvajr v Nadždu, jugozahodno od savdske prestolnice Rijad

### Kopno in morje
Večina Arabskega polotoka je neprimerna za kmetijstvo, zato so projekti namakanja in melioracije nujni. Ozka obalna nižina in izolirane oaze, ki obsegajo manj kot 1 % kopnega, se uporabljajo za gojenje žit, kave in tropskega sadja. Reja koz, ovc in kamel je razširjena drugod po preostalem polotoku. Nekatera območja imajo poletno vlažno tropsko monsunsko podnebje, zlasti območji Dofar in Al Mahra v Omanu in Jemnu. Ta območja omogočajo velike nasade kokosovih palm. Velik del Jemna ima gorsko podnebje pod vplivom tropskega monsunskega dežja. Ravnine imajo običajno bodisi tropsko ali subtropsko suho puščavsko podnebje ali suho stepsko podnebje. Morje, ki obdaja Arabski polotok, je na splošno tropsko morje z zelo bogatim tropskim morskim življenjem in nekaterimi največjimi, neuničenimi in najbolj nedotaknjenimi koralnimi grebeni na svetu. Poleg tega imajo organizmi, ki živijo v simbiozi s koralami Rdečega morja, praživali in zooksantele, edinstveno prilagoditev na vroče vreme na nenaden dvig (in padec) temperature morske vode. Zato na te koralne grebene ne vpliva beljenje koral, ki ga povzroča dvig temperature, kot drugod v indopacifičnem koralnem morju. Na grebene prav tako ne vpliva množični turizem in potapljanje ali drugo obsežno človeško vmešavanje. Vendar pa je bilo nekaj grebenov uničenih v Perzijskem zalivu, večinoma zaradi onesnaženosti vode s fosfati in posledično povečane rasti alg ter onesnaženja z nafto z ladij in puščanja cevovoda.
Rodovitna tla Jemna so spodbudila poselitev skoraj vsega ozemlja od morske gladine do gora na 3000 m. V višjih legah so bile izdelane terase, ki omogočajo gojenje žit, sadja, kavovca, ingverja in kata. Arabski polotok je zaradi svoje geografske lege znan po bogastvu nafte, torej proizvodnji nafte.

## Etimologija
V helenističnem obdobju je bilo območje znano kot Arabia ali Aravia (grško Αραβία). Rimljani so poimenovali tri regije s predpono »Arabia«, ki so obsegale večje območje od današnjega izraza »Arabski polotok«:
- Arabia Petraea (Kamnita Arabija): za območje, ki je danes južna moderna Sirija, Jordanija, Sinajski polotok in severozahodna Saudova Arabija. Bila je edina, ki je postala provinca s Petro kot glavnim mestom.
- Arabia Deserta (Puščavska Arabija) tudi Arabia Magna (Velika Arabija): je označevala notranjost puščave Arabskega polotoka. Kot ime za regijo je ostalo priljubljeno v 19. in 20. stoletju in je bilo uporabljeno v knjigi Charlesa M. Doughtyja Travels in Arabia Desert (1888).
- Arabia Felix (Srečna Arabija): geografi so jo uporabili za opis današnjega Jemna, ki ima več padavin, je veliko bolj zelen od preostalega polotoka in že dolgo uživa veliko bolj produktivna polja.

Arabski prebivalci so uporabljali delitev Arabije na sever in jug: Al Šam-Al Jaman ali Arabia Desert-Arabia Felix. Arabia Felix se je prvotno uporabljala za celoten polotok, včasih pa le za južno regijo. Ker je bila uporaba omejena na jug, so celoten polotok preprosto imenovali Arabija. Arabska puščava je bila celotna puščavska regija, ki se je raztezala severno od Arabije Felix do Palmire in Evfrata, vključno z vsem območjem med Peluzijem na Nilu in Babilonom. To območje se je imenovalo tudi Arabija in se ni močno razlikovalo od polotoka.
Arabci in Osmansko cesarstvo so imeli zahodno območje Arabskega polotoka, kjer so živeli Arabci, za »deželo Arabcev« – Bilad al-Arab (Arabija), njene glavne delitve pa so bile bilad al-Šham (Levant), bilad al-Jaman (Jemen) in bilad al-Irak (Irak). Osmani so uporabljali izraz Arabistan v širšem pomenu za regijo, začenši od Kilikije, kjer se reka Evfrat spusti v Sirijo, skozi Palestino in naprej skozi preostali Sinaj in Arabski polotok.
Province Arabije so bile: Al Tih, Sinajski polotok, Hedžas, Asir, Jemen, Hadramaut, Mahra in Šilu, Oman, Hasa, Bahrajn, Dahna, Nufud, Hamad, ki je vključeval puščave Sirije, Mezopotamije in Babilonije.

## Zgodovina
Zgodovina Arabskega polotoka sega v začetke človekovega prebivališča v Arabiji pred 130.000 leti. Vendar pa je bila fosilizirana prstna kost Homo sapiensa najdena v Al Vusta v puščavi Nefud, kar nakazuje, da bi lahko prva človeška selitev iz Afrike v Arabijo segala pred približno 90.000 leti. Kljub temu lahko kamnita orodja iz srednjega paleolitika skupaj s fosili drugih živali, odkritimi v Ti's al Ghada v severozahodni Saudovi Arabiji, nakazujejo, da so se hominidi selili skozi »Zeleno Arabijo« pred 300.000 do 500.000 leti. Ašelsko orodje, najdeno v Saffakahu v regiji Rijad, razkriva, da so hominini živeli na Arabskem polotoku šele pred 188.000 leti. Vendar pa so 200.000 let stara kamnita orodja odkrili v Šuaib Al-Adghamu v vzhodni provinci Al-Kasim, kar bi nakazovalo, da so na tem območju nekoč obstajala številna prazgodovinska najdišča, ki so ob mreži rek.

### Predislamska Arabija
Obstajajo dokazi, da je človeško prebivališče na Arabskem polotoku segalo pred približno 106.000 do 130.000 leti.
Arheologija je razkrila obstoj številnih civilizacij v predislamski Arabiji (kot je Samud), zlasti v Južni Arabiji. Južnoarabske civilizacije vključujejo Šebo, Himjaritsko kraljestvo, kraljestvo Auasan, kraljestvo Ma'īn in Sabejsko kraljestvo. Od leta 106 n. št. do 630 n. št. je bila severozahodna Arabija pod nadzorom Rimskega cesarstva, ki jo je imenoval Arabia Petraea. Osrednja Arabija je bila lokacija kraljestva Kinda v 4., 5. in zgodnjem 6. stoletju. Vzhodna Arabija je bila dom civilizacije Dilmun. Najzgodnejši znani dogodki v arabski zgodovini so selitve s polotoka na sosednja območja.
Večina učenjakov je Arabski polotok že dolgo sprejela kot izvorno središče semitskih jezikov.

### Vzpon islama
V 7. stoletju se je začel vzpon islama kot prevladujoče vere na polotoku. Islamski prerok Mohamed se je rodil v Meki okoli leta 570 in je prvič začel pridigati v mestu leta 610, vendar se je leta 622 preselil v Medino. Od tam je s svojimi tovariši združil arabska plemena pod zastavo islama in ustvaril enotnega arabskega muslimana, versko ureditev na Arabskem polotoku.
Mohamed je ustanovil novo enotno politiko, ki je pod poznejšimi Rašidunskimi in Omajadskimi kalifati doživela stoletje hitrega širjenja arabske moči daleč preko Arabskega polotoka v obliki velikega muslimanskega arabskega imperija z vplivnim območjem, ki je segalo od severozahodno indijsko podcelino, čez srednjo Azijo, Bližnji vzhod, severno Afriko, južno Italijo in Iberski polotok, do Pirenejev.
Z Mohamedovo smrtjo leta 632 je izbruhnilo nesoglasje glede tega, kdo ga bo nasledil kot vodja muslimanske skupnosti.  Omar ibn al-Hattab, ugledni Mohamedov spremljevalec, je imenoval Abu Bakra, ki je bil Mohamedov intimni prijatelj in sodelavec. Drugi so dodali svojo podporo in Abu Bakr je postal prvi kalif. To izbiro so oporekali nekateri Mohamedovi spremljevalci, ki so menili, da je bil Ali ibn Abi Talib, njegov bratranec in zet, določen za njegovega naslednika. Abu Bakrova takojšnja naloga je bila maščevanje nedavnega poraza bizantinskih (ali vzhodnorimskih) sil, čeprav je moral najprej zadušiti upor arabskih plemen v epizodi, znani kot vojne Ride ali »vojne odpadništva«.
Potem ko je Abu Bakr zadušil upor arabskih plemen, je napadel Bizantinsko cesarstvo. Po njegovi smrti leta 634 ga je kot kalif nasledil Omar, ki sta mu sledila Osman ibn al-Affan in Ali ibn Abi Talib. Obdobje teh prvih štirih kalifov je znano kot al-hulafā' ar-rāšidūn: rašidunski ali »pravično vodeni« kalifat. Pod rašidunskimi kalifi in od leta 661 njihovimi omajadskimi nasledniki so Arabci hitro razširili ozemlje pod muslimanskim nadzorom izven Arabije.
Kljub temu sta Meka in Medina ostali duhovno najpomembnejši mesti v muslimanskem svetu. Koran od vsakega sposobnega muslimana, ki si to lahko privošči, kot enega od petih stebrov islama zahteva, da vsaj enkrat v svojem življenju opravi romanje ali hadž v Meko v islamskem mesecu Du al-Hidždža. Masjid al-Haram (Sveta mošeja) v Meki je lokacija Kabe, najsvetejšega mesta islama, in Masjid al-Nabavi (Prerokova mošeja) v Medini je lokacija Mohamedovega groba; zato sta od 7. stoletja Meka in Medina postali romarski mesti za veliko število muslimanov iz vsega islamskega sveta.

### Srednji vek
Kljub svoji duhovni pomembnosti je Arabija v političnem smislu kmalu postala obrobna regija islamskega sveta, v kateri so imele najpomembnejše srednjeveške islamske države v različnih obdobjih sedež v tako oddaljenih mestih, kot so Damask, Bagdad in Kairo. Vendar pa so od 10. stoletja (in pravzaprav do 20. stoletja) Hašemitski šarifi iz Meke ohranili državo v najbolj razvitem delu regije, Hedžas. Njihova domena je prvotno obsegala le sveti mesti Meko in Medino, v 13. stoletju pa je bila razširjena na preostali del Hedžasa. Čeprav so imeli šarifi največkrat neodvisno oblast v Hedžasu, so bili običajno podvrženi suzerenstvu enega od večjih islamskih imperijev tistega časa. V srednjem veku so to vključevali Abaside iz Bagdada ter Fatimide, Ajubide in mameluke iz Egipta.

### Sodobna zgodovina
Provincialna osmanska vojska za Arabijo (Arabistan Ordusu) je imela sedež v Siriji, ki je poleg Libanona vključevala Palestino, regijo Transjordanija (gora Libanon je bila sicer polavtonomni mutasarifate). Zadolženi so bili za Sirijo, Kilikijo, Irak in preostali del Arabskega polotoka. Osmani nikoli niso imeli nadzora nad osrednjo Arabijo, znano tudi kot regija Nadžd.
Nastanek tega, kar naj bi postalo saudska kraljeva družina, znana kot Al Saud, se je začela v Nadždu v osrednji Arabiji leta 1744, ko je Mohamed bin Saud, ustanovitelj rodbine, združil moči z verskim voditeljem Muhammadom ibn Abd al-Wahhabom, ustanovitelj vahabitskega gibanja, stroge puritanske oblike sunitskega islama. Emirat Dirijah, ustanovljen na območju okoli Rijada, se je hitro razširil in za kratek čas nadzoroval večino današnjega ozemlja Saudove Arabije, leta 1802 je oplenil Karbalo in leta 1803 zavzel Meko.
Protokol iz Damaska iz leta 1914 ponazarja regionalne odnose. Arabci, ki so živeli v enem od obstoječih okrožij Arabskega polotoka, emiratu Hedžas, so zaprosili za britansko jamstvo za neodvisnost. Njihov predlog je vključeval vse arabske dežele južno od črte, ki približno ustreza severnim mejam današnje Sirije in Iraka. Zamislili so si novo arabsko državo ali konfederacijo držav, ki bi mejila na južni Arabski polotok. Vključevala bi Kilikijo – İskenderun in Mersin, Irak s Kuvajtom, Sirijo, libanonsko goro Mutasarrifate, Jordanijo in Palestino.
V moderni dobi se je izraz bilad al-Jaman posebej nanašal na jugozahodne dele polotoka. Arabski geografi so celoten polotok začeli imenovati jazirat al-Arab ali arabski polotok.

#### Pozna osmanska vladavina in Hedžaška železnica
Železnico so začeli graditi leta 1900 na ukaz osmanskega sultana Abdula Hamida II., zgradili so jo večinoma Turki z nemškim nasvetom in podporo. Po vsem islamskem svetu je bila odprta javna donacija za financiranje gradnje. Železnica naj bi bila vakuf, neodtujljiva verska dotacija ali dobrodelna ustanova. 

#### Arabski upor in ustanovitev Saudove Arabije
Glavni dogodki zgodnjega 20. stoletja so bili arabski upor med prvo svetovno vojno ter kasnejši propad in razdelitev Osmanskega cesarstva. Arabski upor (1916–1918) je sprožil šerif Husein ibn Ali z namenom zagotoviti neodvisnost od vladajočega Osmanskega cesarstva in ustvariti enotno arabsko državo, ki bi segala od Alepa v Siriji do Adna v Jemnu. Med prvo svetovno vojno je šarif Husein junija 1916 sklenil zavezništvo z Združenim kraljestvom in Francijo proti Osmanom.
Tem dogodkom je sledila ustanovitev Saudove Arabije pod kraljem Abdulazizom Ibn Saudom. Leta 1902 je Ibn Saud zavzel Rijad. Z nadaljevanjem osvajanj je podredil Al-Haso, Džabal Šamar, Hedžas in med letoma 1913 in 1926 ustanovil moderno državo Saudovo Arabijo. Savdijci so prevzeli emirat Asir, njihova širitev pa se je končala šele leta 1934 po vojni z Jemnom. Dve saudski državi sta bili ustanovljeni in sta nadzorovali večji del Arabije, preden se je Ibn Saud sploh rodil. Ibn Saud pa je ustanovil tretjo saudsko državo.

#### Zaloge nafte
Drugi pomemben razvoj je bilo odkritje ogromnih zalog nafte v 1930-ih. Proizvodnja in črpanje je vsem državam regije z izjemo Jemna prinesla veliko bogastvo.

#### Državljanska vojna v Severnem Jemnu
Državljanska vojna Severnega Jemna je potekala v Severnem Jemnu med rojalisti Mutavakilitskega kraljestva Jemen in frakcijami Arabske republike Jemen od leta 1962 do 1970. Vojna se je začela z državnim udarom, ki ga je izvedel republikanski voditelj Abdullah as-Sallal , ki je s prestola vrgel novopečenega Mohameda al Badra in Jemen razglasila za republiko pod njegovim predsedovanjem. Imam je pobegnil na mejo s Saudovo Arabijo in zbral podporo ljudi.
Kraljevo stran je podpirala Saudova Arabija, republikance pa sta podpirala Egipt in Sovjetska zveza. Vpletene so bile tudi tuje neregularne in konvencionalne sile. Egiptovski predsednik Gamal Abdel Naser je republikance podprl s kar 70.000 vojaki. Kljub številnim vojaškim potezam in mirovnim konferencam je vojna zašla v pat položaj. Egiptovska zavezanost vojni naj bi škodovala njegovemu nastopu v šestdnevni vojni junija 1967, po kateri je Naser vedno težje ohranil sodelovanje svoje vojske in je začel svoje sile umikati iz Jemna.
Do leta 1970 je savdski kralj Fejsal priznal republiko in podpisano je bilo premirje. Egiptovski vojaški zgodovinarji vojno v Jemnu imenujejo njihov Vietnam.

#### Zalivska vojna
Leta 1990 je Irak napadel Kuvajt. Invazija iraških sil na Kuvajt je privedla do zalivske vojne 1990–91. Egipt, Katar, Sirija in Saudova Arabija so se pridružili večnacionalni koaliciji, ki je nasprotovala Iraku. Podpora Jordanije in Palestine Iraku je povzročila napete odnose med številnimi arabskimi državami. Po vojni je tako imenovana »Damaščanska deklaracija« formalizirala zavezništvo za prihodnje skupne arabske obrambne akcije med Egiptom, Sirijo in državami članicami GCC.

#### Jemenska državljanska vojna 2014
Arabska pomlad je dosegla Jemen januarja 2011. Prebivalci Jemna so šli na ulice in demonstrirali proti tridesetletni vladavini predsednika Alija Abdulaha Saleha. Demonstracije so povzročile razpoke v vladajočem Splošnem ljudskem kongresu (GPC) in Salehovem klanu Sanhani. Saleh je uporabil taktiko popuščanja in nasilja, da bi rešil svoj predsedniški položaj. Po številnih poskusih je Saleh sprejel posredovanje Sveta za sodelovanje v Zalivu. Na koncu je oblast predal podpredsedniku Hadiju, ki je 25. februarja 2012 prisegel kot predsednik Jemna. Hadi je sprožil nacionalni dialog za obravnavo novih ustavnih, političnih in družbenih vprašanj. Gibanje Hutijev, nezadovoljno z rezultati nacionalnega dialoga, je začelo ofenzivo in 21. septembra 2014 vdrlo v jemensko prestolnico Sana. Kot odgovor je Saudova Arabija marca 2015 začela vojaško intervencijo v Jemnu. Državljanska vojna in kasnejša vojaška intervencija ter blokada sta povzročili lakoto v Jemnu.

## Gospodarstvo
Pridobivanje in rafiniranje nafte in plina sta glavni industrijski dejavnosti na Arabskem polotoku. Regija ima tudi aktiven gradbeni sektor, saj številna mesta odražajo bogastvo, ki ga ustvarja naftna industrija. V storitvenem sektorju prevladujejo finančne in tehnične institucije, ki tako kot gradbeni sektor služijo predvsem naftni industriji. Tradicionalne obrti, kot je tkanje preprog, najdemo na podeželskih območjih Arabije.

## Galerija
- Staro mesto Sana, Jemen. Polotoški Arabci sledijo svojemu rodu do Kahtana, ki naj bi imel sedež v Jemnu.
- Zemljevid polotoka, ki ga je leta 1720 izdelal nemški založnik Christoph Weigel
- Ta videoposnetek je posnela posadka ekspedicije 29 na krovu ISS na prehodu iz Zahodne Evrope na polotok
- Ain Zubajdah je bil zgrajen za napajanje romarjev v Meki po ukazu Zubaide bint Dža'farja
- Omarjeva mošeja v Dumat al-Džandalu v Saudovi Arabiji.
- Fasada grobnice s svojimi detajli in arhitekturnimi elementi.
- Kasr al Farid, grobnica v arheološkem najdišču Mada'in Saleh, Al-`Ula, Saudova Arabija
- Dirija glavno mesto prve savdske države
- Jez Marib
- Himjaritski kralj Dhamar'ali Jahbur II.
- Trdnjava Arad v Bahrajnu
- Trdnjava Nizva v Omanu
- Ruševine mesta Omajad v zgodovinskem okrožju Džumeira v Dubaju.
- Bikova glava, narejena iz bakra v zgodnjem obdobju Dilmuna (pribl. 2000 pr. n. št.), Bahrajn.
- Glava in telo salukija sta izdelana iz kamna iz civilizacije Al-Magar v neolitskem obdobju (približno 8000 pr. n. št.).
- Midian